# Campeonato Mundial de Snowboard de 2015 - Halfpipe masculino
A prova do halfpipe masculino do Campeonato Mundial de Snowboard de 2015 foi disputado entre 16 e 17 de janeiro  em Kreischberg na Áustria.

## Medalhistas
| Ouro               | Prata             | Bronze                  |
| Scotty James (AUS) | Zhang Yiwei (CHN) | Tim-Kevin Ravnjak (SLO) |

## Resultados

### Qualificação
A qualificação ocorreu dia 16 de janeiro.  
| Colocação | Bateria | Bib | Nome                | Nacionalidade  | Descida 1 | Descida 2 | Melhor | Notas |
| --------- | ------- | --- | ------------------- | -------------- | --------- | --------- | ------ | ----- |
| 1         | 1       | 13  | Scotty James        | Austrália      | 86.50     | 92.25     | 92.25  | Q     |
| 2         | 1       | 15  | David Habluetzel    | Suíça          | 88.00     | 63.50     | 88.00  | Q     |
| 3         | 1       | 17  | Christian Haller    | Suíça          | 74.50     | 86.75     | 86.75  | Q     |
| 4         | 1       | 11  | Zhang Yiwei         | China          | 78.25     | 82.75     | 82.75  | Q     |
| 5         | 1       | 25  | Lee Kwang-ki        | Coreia do Sul  | 28.50     | 78.50     | 78.50  | Q     |
| 6         | 1       | 47  | Dimi de Jong        | Países Baixos  | 77.50     | 27.50     | 77.50  |       |
| 7         | 1       | 19  | Chase Josey         | Estados Unidos | 51.00     | 74.25     | 74.25  |       |
| 8         | 1       | 13  | Raibu Katayama      | Japão          | 70.00     | 42.00     | 70.00  |       |
| 9         | 1       | 29  | Benjamin Farrow     | Estados Unidos | 11.25     | 69.75     | 69.75  |       |
| 10        | 1       | 43  | Kim Ho-jun          | Coreia do Sul  | 65.75     | 17.50     | 58.25  |       |
| 11        | 1       | 21  | Dolf van der Wal    | Países Baixos  | 65.00     | 12.00     | 65.00  |       |
| 12        | 1       | 23  | Johann Baisamy      | França         | 60.75     | 13.25     | 60.75  |       |
| 13        | 1       | 39  | Kweon Lee-jun       | Coreia do Sul  | 53.25     | 58.75     | 58.75  |       |
| 14        | 1       | 51  | Filip Kavcic        | Eslovênia      | 49.25     | 17.50     | 49.25  |       |
| 15        | 1       | 41  | Filip Tarasov       | Rússia         | 43.75     | 46.50     | 46.50  |       |
| 15        | 1       | 27  | Ayumu Nedefuji      | Japão          | 46.50     | 45.00     | 46.50  |       |
| 17        | 1       | 31  | Arthur Longo        | França         | 39.50     | 45.25     | 45.25  |       |
| 18        | 1       | 49  | Hu Yi               | China          | 42.50     | 23.75     | 42.50  |       |
| 19        | 1       | 45  | Alexandr Sladkov    | Rússia         | 39.25     | 18.50     | 39.25  |       |
| 20        | 1       | 35  | Ryan Wachendorfer   | Estados Unidos | 36.75     | 28.00     | 36.75  |       |
| 21        | 1       | 37  | Nikita Avtaneev     | Rússia         | 34.50     | 27.25     | 34.50  |       |
| 1         | 2       | 16  | Kent Callister      | Austrália      | 77.00     | 91.00     | 91.00  | Q     |
| 2         | 2       | 24  | Jan Scherrer        | Suíça          | 88.50     | 72.00     | 88.50  | Q     |
| 3         | 2       | 12  | Taku Hiraoka        | Japão          | 84.75     | 57.75     | 84.75  | Q     |
| 4         | 2       | 18  | Tim-Kevin Ravnjak   | Eslovênia      | 84.50     | 77.00     | 84.50  | Q     |
| 5         | 2       | 14  | Iouri Podladtchikov | Suíça          | 81.50     | 77.25     | 81.50  | Q     |
| 6         | 2       | 38  | Markus Malin        | Finlândia      | 77.25     | 81.00     | 81.00  |       |
| 7         | 2       | 22  | Nathan Johnstone    | Austrália      | 69.00     | 78.75     | 78.75  |       |
| 8         | 2       | 20  | Seamus O'Connor     | Irlanda        | 67.00     | 78.25     | 78.25  |       |
| 9         | 2       | 26  | Janne Korpi         | Finlândia      | 69.00     | 70.00     | 70.00  |       |
| 10        | 2       | 50  | Sebbe de Buck       | Bélgica        | 14.50     | 63.00     | 63.00  |       |
| 11        | 2       | 40  | Tit Stante          | Eslovênia      | 54.75     | 28.50     | 54.75  |       |
| 12        | 2       | 28  | Derek Livingston    | Canadá         | 16.50     | 54.50     | 54.50  |       |
| 13        | 2       | 32  | Ikumi Imai          | Japão          | 53.50     | 36.00     | 58.75  |       |
| 14        | 2       | 36  | Johannes Hoepfl     | Alemanha       | 35.25     | 51.75     | 51.75  |       |
| 15        | 2       | 44  | Jan Kralj           | Eslovênia      | 44.50     | 46.25     | 46.25  |       |
| 16        | 2       | 34  | Brad Martin         | Canadá         | 42.00     | 44.75     | 44.75  |       |
| 17        | 2       | 48  | Huang Shiying       | China          | 40.00     | 32.00     | 40.00  |       |
| 18        | 2       | 46  | Pavel Smirnov       | Rússia         | 12.75     | 31.75     | 31.75  |       |
| 19        | 2       | 42  | Lyon Farrell        | Estados Unidos | 24.50     | 18.00     | 24.50  |       |
| 20        | 2       | 30  | Shi Wancheng        | China          | 12.25     | 22.00     | 22.00  |       |

### Final
A final ocorreu em  17 de janeiro. 
| Colocação         | Bib | Nome                | Nacionalidade | Descida 1 | Descida 2 | Descida 3 | Melhor |
| ----------------- | --- | ------------------- | ------------- | --------- | --------- | --------- | ------ |
| Medalha de ouro   | 1   | Scotty James        | Austrália     | 91.50     | 20.25     | 1.00      | 91.50  |
| Medalha de prata  | 8   | Zhang Yiwei         | China         | 89.00     | 89.50     | 16.00     | 89.50  |
| Medalha de bronze | 7   | Tim-Kevin Ravnjak   | Eslovênia     | 82.00     | 79.50     | 89.25     | 89.25  |
| 4                 | 9   | Iouri Podladtchikov | Suíça         | 71.75     | 30.25     | 84.25     | 84.25  |
| 5                 | 6   | Taku Hiraoka        | Japão         | 43.25     | 82.50     | 28.25     | 82.50  |
| 6                 | 2   | Kent Callister      | Austrália     | 67.00     | 82.25     | 20.75     | 82.25  |
| 7                 | 5   | Christian Haller    | Suíça         | 75.00     | 30.50     | 74.25     | 75.00  |
| 8                 | 10  | Lee Kwang-ki        | Coreia do Sul | 41.25     | 65.75     | 60.75     | 65.75  |
| 9                 | 4   | David Habluetzel    | Suíça         | 64.25     | 45.25     | 40.75     | 64.25  |
| 10                | 3   | Jan Scherrer        | Suíça         | 15.50     | 12.50     | 44.75     | 44.75  |

Legenda
| Recorde mundial       | Recorde mundial (World record)               |                       | Recorde africano                      | Recorde africano (African) |                                           | Q | Classificado por posição (Qualified) |
| Recorde do campeonato | Recorde do campeonato (Championship record)  | Recorde da América    | Recorde da América (Americas)         | q                          | Classificado por melhor tempo (Qualified) |   |                                      |
| Melhor marca do ano   | Melhor marca do ano (World leading)          | Recorde asiático      | Recorde asiático (Asian)              | DNS                        | Não largou (Did not start)                |   |                                      |
| Recorde nacional      | Recorde nacional (National record)           | Recorde europeu       | Recorde europeu (European)            | DNF                        | Não terminou (Did not finish)             |   |                                      |
| Recorde pessoal       | Recorde pessoal do atleta (Personal best)    | Recorde da Oceania    | Recorde da Oceania (Oceania)          | DSQ / DQ                   | Desclassificado (Disqualified)            |   |                                      |
| Recorde da temporada  | Recorde da temporada do atleta (Season best) | Recorde sul-americano | Recorde sul-americano (South America) | NM                         | Sem marca (No mark)                       |   |                                      |